# Purdiaea cubensis
Purdiaea cubensis är en tvåhjärtbladig växtart som beskrevs av Ignatz Urban. Purdiaea cubensis ingår i släktet Purdiaea och familjen Clethraceae. Utöver nominatformen finns också underarten P. c. albosepala.

## Bildgalleri

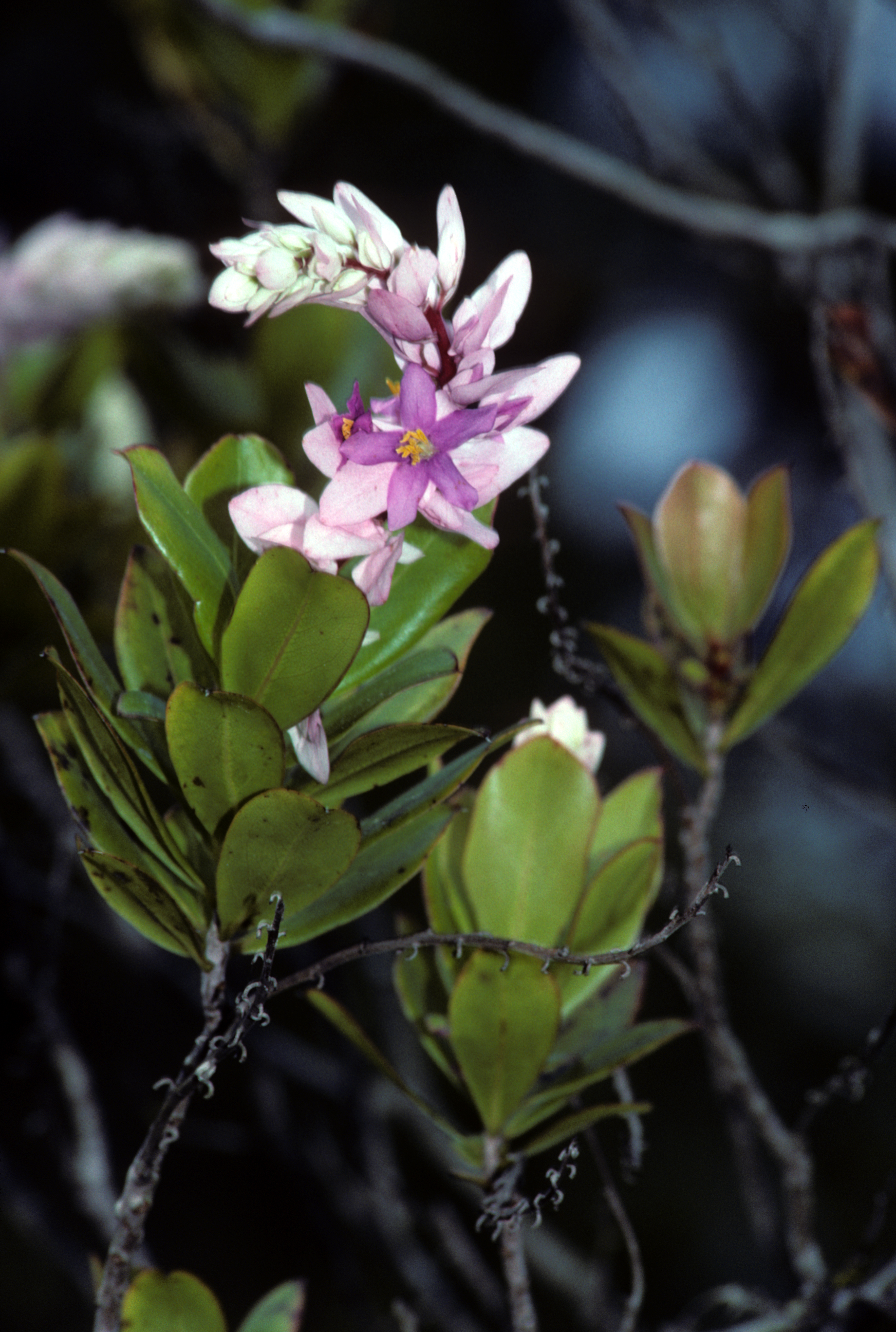